# 大魯塞峰

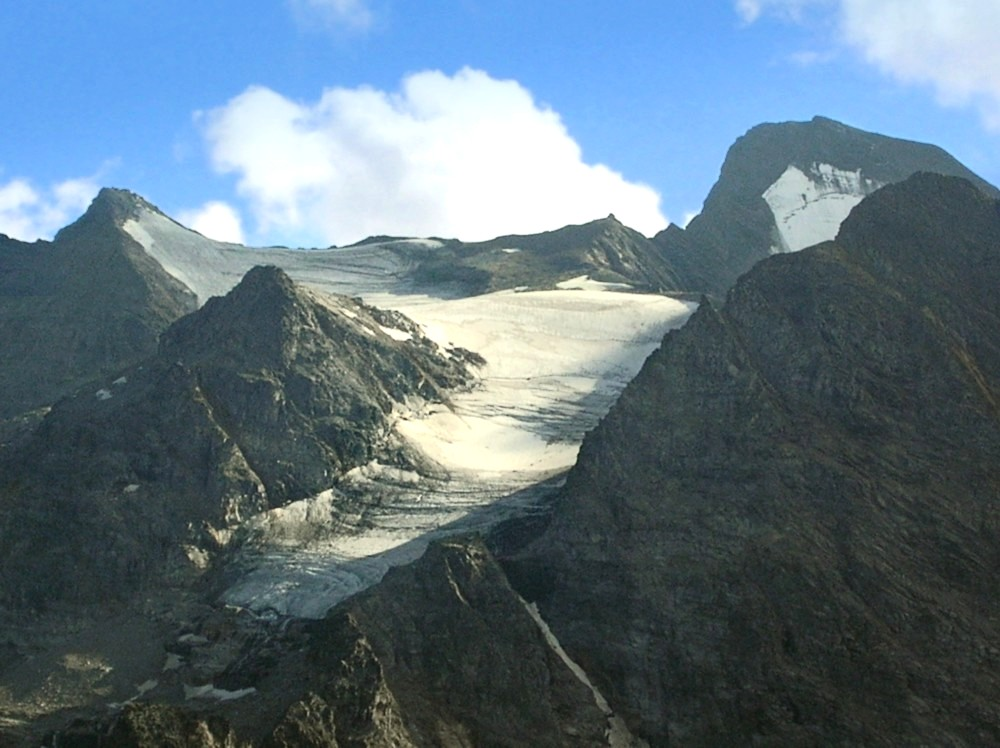

45°25′58″N 7°06′35″E / 45.43278°N 7.10972°E
大魯塞峰（法語：Grande aiguille Rousse），是法國的山峰，位於該國東部，由奧文尼-隆-阿爾卑斯大區負責管轄，屬於格拉耶山的一部分，海拔高度3,482米，人類在1878年7月31日首次登頂。